# Tolpia leucopis
Tolpia leucopis är en fjärilsart som beskrevs av George Francis Hampson 1907. Tolpia leucopis ingår i släktet Tolpia och familjen nattflyn. Inga underarter finns listade i Catalogue of Life.